# Jan Winter
Jan Winter (* 28. Juni 1961 in Hamburg) ist ein deutscher Schriftsteller.

## Leben
Nach Abitur und Zivildienst begann Winter ein Studium der Geschichte an der Universität Hamburg, welches er nie abschloss. Schon früh machte er seinen Traum vom vielen Reisen wahr und bereiste Europa und Asien. Seit 1996 ist er mit seiner Frau Stefanie verheiratet und begann 2002 mit dem Schreiben. Er lebt und arbeitet in Hamburg und Penang, Malaysia.

## Politische Einstellungen
Im Oktober 2024 gehörte Winter zu den Unterzeichnern eines Aufrufs zum Boykott israelischer Kulturinstitutionen, „die an der überwältigenden Unterdrückung der Palästinenser mitschuldig sind oder diese stillschweigend beobachtet haben“.

## Werke
- Der Duft des Mangobaums, Verlag Marion Von Schröder im Ullstein Verlag, ISBN 3-547-71144-4
- Erzähl mir von den weißen Blüten, Verlag Marion Von Schröder im Ullstein Verlag, ISBN 3-547-71150-9